# Nils von Steyern
Nils Henrik Vult von Steyern, född den 29 december 1839 i Landeryd, Östergötland, död den 27 maj 1899 i Stockholm, var en svensk politiker och ämbetsman
von Steyern blev 1857 student vid Uppsala universitet, där han 1863 avlade filosofie kandidatexamen, 1865 hovrättsexamen och 1867 juris kandidatexamen samt 1866 promoverades till filosofie doktor på avhandlingen Bidrag till svenska riksdagens historia 1600–1650 (1863). Vice häradshövding 1870 och sekreterare i konstitutionsutskottet 1868–1872, förordnades von Steyern 1873 till expeditionschef i Ecklesiastikdepartementet och blev 1877 juris hedersdoktor i Uppsala. Han inträdde 4 juli 1878 som konsultativt statsråd i De Geerska ministären och övergick 19 april 1880 till den Posseska som chef för Justitiedepartementet. Som sådan kvarstod han även i Thyselius och Themptanders ministärer och avgick 6 februari 1888 vid Bildtska ministärens bildande. Han utnämndes till justitieråd samma dag, blev 1889 president i Svea hovrätt och kvarstod som sådan till sin död.
Som ledamot av unionskommittén 1895–1898 tillhörde han den moderata svenska gruppen (Ehrenheim, Sparre och von Steyern). Vid 1887 års januaririksdag framlades av von Steyern ett fullständigt förslag till ny tryckfrihetsförordning, men till följd av riksdagens upplösning hann förslaget aldrig att behandlas. Det mötte emellertid inom pressen en så skarp och allmän kritik, att han nöjde sig med att till majriksdagen framlägga endast en utbruten del av Tryckfrihetsförordningen och några strafflagsförändringsförslag. Med dessa avsågs att vinna "tidsenliga och därför användbara straff" för religionsbrott, en annan formulering på sedlighetsbrott samt införande av straff för uppmaning till våld mot person och egendom. Han lyckades emellertid att av samtliga förslag få genomfört endast det sistnämnda, vilket var en nyhet och rätt snart blev av en viss betydelse vid försöken att stävja den socialistiska propagandan. Ett av von Steyern till riksdagen 1886 framlagt förslag till rättegång i brottmål föll på Andra kammarens motstånd.
Bland de av honom som justitieminister kontrasignerade lagarna och författningarna märks: växellag (1880), förordningar om jordägares rätt över vattnet på hans grund samt om allmän flottled och allmän farled (samma år), strafflag för krigsmakten (1881), förordningar rörande lappar, som med renar flyttar mellan Sverige och Norge (1883) och angående förlagsinteckning (samma år), lag om upphävande av vatten- och brödstraffet (1884), om skydd för varumärken (samma år), angående ansvarighet för skada till följd av järnvägsdrift (1886), om svenska lapparnas rätt till renbete i Sverige och angående renmärken (samma år), angående handelsregister, firma och prokura (1887) och om skiljemän (samma år). Det uppseendeväckande tryckfrihetsåtalet 1884 mot Strindberg för första delen av Giftas beslöts av von Steyern. Som jurist åtnjöt han anseende för skicklighet och skarpsinne, och i De Geers Minnen karakteriseras han som i alla avseenden "en första klassens man". Han är begraven på Solna kyrkogård.